# Angoli di Eulero
Gli angoli di Eulero sono stati introdotti per descrivere l'orientamento di un corpo rigido nello spazio.

## Definizione

Definizione degli angoli di Eulero. Il sistema fisso (xyz) è rappresentato in blu, e il sistema ruotato (XYZ) è rappresentato in rosso. La linea dei nodi, indicata con N, è rappresentata in verde.

Gli angoli di Eulero descrivono la posizione di un sistema di riferimento XYZ solidale con un corpo rigido attraverso una serie di rotazioni a partire da un sistema di riferimento fisso xyz. I due sistemi di riferimento coincidono nell'origine.
Se i piani xy e XY sono distinti, si intersecano in una retta (passante per l'origine) detta linea dei nodi (N). Se i piani coincidono, si definisce la linea dei nodi N come l'asse X. Gli angoli di Eulero sono i tre angoli seguenti:
- {\displaystyle \alpha } è l'angolo tra l'asse x e la linea dei nodi.  Detto angolo di precessione, è definito in {\displaystyle \left[0,2\pi \right)} oppure in {\displaystyle \left[-\pi ,\pi \right)};
- {\displaystyle \beta } è l'angolo tra gli assi z e Z. Detto angolo di nutazione, è definito in {\displaystyle \left[0,\pi \right]} oppure in {\displaystyle \left[-{\frac {\pi }{2}},{\frac {\pi }{2}}\right]};
- {\displaystyle \gamma } è l'angolo tra la linea dei nodi e l'asse X. Detto angolo di rotazione propria, è definito in {\displaystyle \left[0,2\pi \right)} oppure in {\displaystyle \left[-\pi ,\pi \right)}.

## Significato algebrico
Dal punto di vista dell'algebra lineare il passaggio dal sistema di riferimento fisso xyz a quello ruotato XYZ equivale ad operare un cambiamento di base, ovvero passare da una base {\displaystyle \left({\widehat {e_{1}}},{\widehat {e_{2}}},{\widehat {e_{3}}}\right)} (con {\displaystyle {\widehat {e_{1}}}}, {\displaystyle {\widehat {e_{2}}}} ed {\displaystyle {\widehat {e_{3}}}} rispettivamente i versori degli assi x, y e z) ad una {\displaystyle \left({\hat {i}},{\hat {j}},{\hat {k}}\right)} (ovvero i versori degli assi X, Y e Z) tramite una matrice di cambiamento di base {\displaystyle A}. La matrice {\displaystyle A} è una matrice quadrata 3×3 ortogonale che rappresenta una rotazione nello spazio.
Gli angoli di Eulero permettono di rappresentare {\displaystyle A} in forma relativamente semplice come moltiplicazione di 3 matrici di rotazione lungo i tre assi x, y e z. In altre parole, la rotazione descritta da {\displaystyle A} può essere effettuata in tre passi distinti:
1. Rotazione intorno all'asse z di un angolo {\displaystyle \alpha }, facendo così coincidere l'asse x con N. Ciò comporterà un cambiamento di base {\displaystyle \left({\widehat {e_{1}}},{\widehat {e_{2}}},{\widehat {e_{3}}}\right)\to \left({\widehat {e_{1}}}^{\prime },{\widehat {e_{2}}}^{\prime },{\widehat {e_{3}}}^{\prime }\right)}, con {\displaystyle {\widehat {e_{1}}}^{\prime }\equiv {\hat {n}}} ed {\displaystyle {\widehat {e_{3}}}^{\prime }\equiv {\widehat {e_{3}}}}, avendo chiamato {\displaystyle {\hat {n}}} il versore della linea dei nodi. La matrice di rotazione sarà:
{\displaystyle R_{\alpha }=\left({\begin{matrix}\cos \alpha &\sin \alpha &0\\-\sin \alpha &\cos \alpha &0\\0&0&1\end{matrix}}\right)}
2. Rotazione intorno all'asse N di un angolo {\displaystyle \beta }, con un conseguente cambio di base {\displaystyle \left({\hat {n}},{\widehat {e_{2}}}^{\prime },{\widehat {e_{3}}}\right)\to \left({\hat {n}},{\widehat {e_{2}}}^{\prime \prime },{\widehat {e_{3}}}^{\prime \prime }\right)}. Stavolta la matrice di rotazione sarà:
{\displaystyle R_{\beta }=\left({\begin{matrix}1&0&0\\0&\cos \beta &\sin \beta \\0&-\sin \beta &\cos \beta \end{matrix}}\right)}
3. Rotazione intorno all'asse Z di un angolo {\displaystyle \gamma }. Il cambiamento di base sarà {\displaystyle \left({\hat {n}},{\widehat {e_{2}}}^{\prime \prime },{\widehat {e_{3}}}^{\prime \prime }\right)\to \left({\hat {i}},{\hat {j}},{\hat {k}}\right)}, con {\displaystyle {\hat {k}}\equiv {\widehat {e_{3}}}^{\prime \prime }}, e la matrice di rotazione:
{\displaystyle R_{\gamma }=\left({\begin{matrix}\cos \gamma &\sin \gamma &0\\-\sin \gamma &\cos \gamma &0\\0&0&1\end{matrix}}\right)}

Il cambiamento di base sopra descritto si può formalizzare come:
mentre il passaggio inverso:
Occorre puntualizzare che la sequenza descritta in questa sezione è solo una delle 12 possibili per operare il cambiamento di base indicato. Dal nome degli assi intorno ai quali si sono effettuate le singole rotazioni, essa prende il nome di ZXZ. Le altre possibili sono XZX, XYX, YXY, YZY, ZYZ, XZY, XYZ, YXZ, YZX, ZYX e ZXY. Le 12 sequenze sono ottenute tramite tutte le permutazioni possibili con gli assi uguali non consecutivi.
Una particolare variante degli angoli di Eulero, usata in aeronautica e in robotica, è quella degli angoli di Tait-Bryan. In questo caso gli angoli {\displaystyle \alpha }, {\displaystyle \beta } e {\displaystyle \gamma } prendono il nome, rispettivamente, di angoli di imbardata, rollio e beccheggio.